# Ореховка (Шиловский район)
Ореховка — деревня в Шиловском районе Рязанской области в составе Аделинского сельского поселения.

## Географическое положение
Деревня Ореховка расположена на Окско-Донской равнине в 28 км к северо-востоку от пгт Шилово. Расстояние от деревни до районного центра Шилово по автодороге — 43 км.
К западу от Ореховки — значительный лесной массив с урочищами Стеклянкой и Фокиным Болотом, к северу — овраг Кирюля, к югу — овраг Веселов. Ближайшие населенные пункты — деревни Крыловка, Некрасовка, Нарезка и село Аделино.

## Население
По данным переписи населения 2010 г. в деревне Ореховке постоянно проживают 5 чел.

## Происхождение названия
По мнению краеведов, деревня Ореховка получила свое название по наличию большого количества орешника в этих местах.

## История
Деревня Ореховка была образована в 1920-х гг. как выселки крестьян из села Инякино. Во время коллективизации здесь был создан колхоз «Красный Октябрь», где председателем была женщина — Степанида Васильевна Агапкина. В 1960 г. колхоз был присоединен к совхозу имени А.И. Микояна (село Аделино).

## Транспорт
На восточной окраине деревни Ореховка находится остановочный пункт «Ореховка» железнодорожной линии «Шилово — Касимов» Московской железной дороги.